# Aceratium
Aceratium, biljni rod iz porodice Elaeocarpaceae kojemu pripada dvadeset vrsta velikih grmova i drveća koja rastu po kišnim šumama Malezije i Australazije
Neke vrste se uzgajaju zbog jestivih plodova, kao A. oppositifolium, na otoku Java.

## Vrste
1. Aceratium archboldianum A.C.Sm.
2. Aceratium brassii A.C.Sm.
3. Aceratium calomala Blanco
4. Aceratium concinnum (S.Moore) C.T.White
5. Aceratium dasyphyllum A.C.Sm.
6. Aceratium doggrellii C.T.White
7. Aceratium ferrugineum C.T.White
8. Aceratium hypoleucum Kaneh. & Hatus.
9. Aceratium ledermannii Schltr.
10. Aceratium megalospermum (F.Muell.) Balgooy
11. Aceratium muellerianum Schltr.
12. Aceratium oppositifolium DC.
13. Aceratium pachypetalum Schltr.
14. Aceratium parvifolium Schltr.
15. Aceratium pittosporoides Schltr.
16. Aceratium sericeum A.C.Sm.
17. Aceratium sericoleopsis Balgooy
18. Aceratium sinuatum Coode
19. Aceratium sphaerocarpum Kaneh. & Hatus.
20. Aceratium tomentosum Coode

## Sinonimi
Nema.